# Curacoa (Schiff, 1918)
Die HMS Curacoa (D41) war ein Leichter Kreuzer der C-Klasse der britischen Marine, der gegen Ende des Ersten Weltkrieges in Dienst gestellt und noch in der Nordsee eingesetzt wurde. Das Schiff gehörte zur Ceres-Klasse, der fünften Untergruppe der C-Kreuzer. Während des Russischen Bürgerkriegs kam die Curacoa in der Ostsee zur Unterstützung der gegen die Bolschewiki kämpfenden Weißen Truppen zum Einsatz, bis sie im Mai 1919 einen schweren Minentreffer erlitt. Im Herbst 1922 folgte ein Einsatz des nun zur Atlantic Fleet gehörenden Schiffes im Mittelmeer während der Chanakkrise.
Der seit 1933 als Ausbildungsschiff eingesetzte Kreuzer wurde ab Juli 1939 zu einem Flugabwehrkreuzer umgebaut. Ab Januar 1940 wieder einsatzbereit, wurde die Curacoa zur Abwehr des deutschen Angriffs auf Norwegen eingesetzt und in Åndalsnes schwer beschädigt. Nach seiner Reparatur wurde der Kreuzer um die britischen Inseln zur Sicherung von Geleitzügen gegen Luftangriffe eingesetzt.
Anfang Oktober 1942 sicherte die Curacoa mit einigen Zerstörern den mit US-Truppen nach Schottland laufenden Ozeanriesen Queen Mary. Der Verband lief wegen der Bedrohung durch deutsche U-Boote vor dem Nordkanal „Zickzack“. Dabei konnten die Geleitschiffe der hohen Geschwindigkeit der Queen Mary kaum folgen. Mangelnde Absprachen führten zur Kollision, bei der die Queen Mary den Kreuzer mittschiffs durchschnitt. Er sank sofort auf 55° 50′ N, 8° 38′ W. Über 300 Besatzungsmitglieder der Curacoa kamen ums Leben.

## Geschichte derCuracoa
Der im April 1916 bewilligte Kreuzer Curacoa war das vierte Schiff in der Geschichte der britischen Marine, das diesen Namen trug. Der 1809 erstmals vergebene Namen sollte an die Eroberung der niederländischen Insel Curacao 1807 erinnern. Vor dem leichten Kreuzer der Ceres-Untergruppe der C-Klasse hatte eine ebenfalls in Pembroke Dock entstandene Schraubenkorvette von 1878 bis 1904 den Namen geführt. Die Staatswerft in Wales hatte schon sieben Scout Cruiser gebaut und auch schon ab 1913 Aufträge für drei frühere Einheiten der C-Klasse erhalten (Cordelia, Carysfort und Centurion). Die Curacoa wurde im Juli 1916 auf Kiel gelegt und lief am 5. Mai 1917 als 21. Schiff der Klasse vom Stapel. Die Indienststellung erfolgte schließlich am 21. Februar 1918 zusammen mit dem Schwesterschiff Coventry als letzte Einheiten der fünf Kreuzer umfassenden Ceres-Untergruppe.
Der Kreuzer trug den Namen Curacoa, obwohl er nach Curacao benannt war, er wiederholte die Schreibweise der Namensvorgänger. Der Protection of Military Remains Act 1986 in der Fassung von 2008 benennt unter „(i)the vessel known as HMS Curacao, which sank on or about 2nd October 1942“.

### Technische Details und Modifikationen
Die Curacoa war 137,16 m über alles lang und 13,25 m breit, der mittlere Tiefgang lag bei 4,34 m. Sechs ölbefeuerte Yarrow-Kessel vom 3-Trommel-Typ sowie zwei Brown-Curtis-Getriebeturbinen ermöglichten dem Kreuzer bei einer Maschinenleistung von 40.000 WPS, eine Höchstgeschwindigkeit über 29 kn (knapp 55 km/h). Der Treibstoffvorrat betrug ursprünglich 950 Tonnen Öl; die Seeausdauer der Curacoa betrug bis zu 5.900 Seemeilen bei 10 kn Marschfahrt.
Bewaffnet war der Leichte Kreuzer mit fünf 152-mm-L/45-Mk.XII-Kanonen, zwei 76-mm-L/45-Mk.I-Mehrzweckgeschützen sowie vier 3-pdr-(47-mm)-Hotchkiss-Geschützen zur Abwehr feindlicher Flugzeuge. Dazu kamen noch vier 533-mm-Torpedorohr-Zwillingsätze, die versetzt an den Schiffsseiten aufgestellt wurden. Noch während des Weltkriegs wurde die Luftabwehr der Curacoa um zwei 40-mm-L/39-(2-pdr)-pompom-Flak verstärkt.
Zu Beginn der 1930er-Jahre begann die Royal Navy Pläne dahingehend auszuarbeiten, einen Teil der mittlerweile als veraltet angesehenen Leichten Kreuzer der C-Klasse zu Flugabwehrkreuzern umzurüsten, womit der allgemein wachsenden Bedrohung durch Luftstreitkräfte Rechnung getragen werden sollte.
Erste Umbauten waren die Coventry und die Curlew, die für die 152-mm-Kanonen zehn einzelne 102-mm-L/45-Mk.V-Mehrzweckgeschütze erhielten. Ab 1938 erfolgten standardisierte Umbauten, die mit vier 102-mm-Mk.XVI-Zwillingslafetten und 40-mm-L/39-(2pdr)-„pompom“-Marinegeschützen sowie schweren 12,7-mm-Fla-MG-Vierlingen bewaffnet wurden. Bei Kriegsbeginn 1939 waren von den dreizehn Kreuzern nur vier als Flakkreuzer umgerüstet. Neben den beiden Prototypen mit einzelnen Geschützen waren nur die Cairo und Calcutta auf die 102-mm-Zwillingsgeschütze umgerüstet, dazu befand sich die Carlisle im Umbau. Die seit 1932 als „Gunnery and Torpedo School Cruiser“ dienende Curacoa wurde zum Chatham Dockyard verlegt, um sie dort bis zum Januar 1940 auch umzurüsten.

### Einsätze

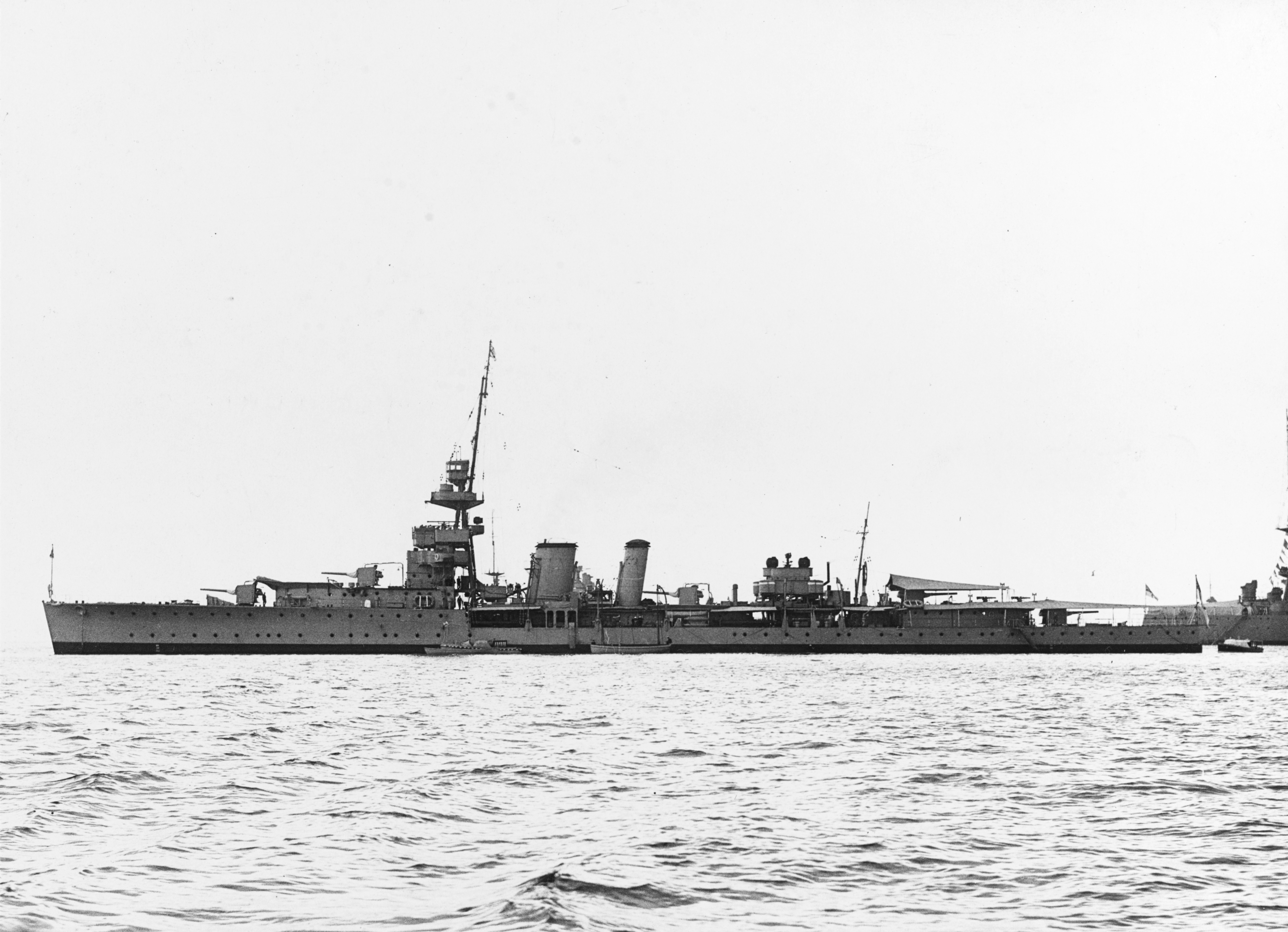
Die Curacoa

Die am 18. Februar 1918 fertiggestellte Curacoa wurde unter ihrem ersten Kommandanten, Captain Barry Domvile, Flaggschiff der 5th Light Cruiser Squadron bei der Harwich Force bis zum Kriegsende. Am 26. Februar wurden Schiff und Besatzung durch König Georg V. in Harwich besichtigt. Ab Juni nahm der Kreuzer an Aufklärungsvorstößen unter Konteradmiral Reginald Tyrwhitt, dem Befehlshaber der Harwich Force, teil. Während dieser Zeit wurde die Bewaffnung durch zwei 2-pounder-40-mm-Mk.II-„pom-pom“-Marinegeschütze zur Flugzeugabwehr verstärkt.
Im April 1919 wurde die Curacoa zur 1st Light Cruiser Squadron der neugebildeten Atlantic Fleet versetzt. Schon im Mai verlegte der Kreuzer in die Ostsee, um an der britischen Intervention im Russischen Bürgerkrieg zur Unterstützung der Weißen Armee teilzunehmen. Am 7. Mai wurde sie das Flaggschiff des Interventionsverbandes, als Konteradmiral Walter Cowan von der Caledon auf den gerade eingetroffenen Kreuzer umstieg. Schon zehn Tage später endete dieser Einsatz, als der Kreuzer auf einer Fahrt von Helsinki nach Libau 110 km östlich von Reval auf eine Mine lief. Die Minenexplosion im Heckbereich tötete ein Besatzungsmitglied und verwundete drei weitere. Cowan nahm gerade ein Bad und erschien nur im Mantel auf der Brücke. Curacoa konnte noch 9 kn laufen und erreichte nach einigen Reparaturen auf See die estnische Hauptstadt am Abend. Nach weiteren Behelfsreparaturen dort musste der Kreuzer die Heimreise antreten, um in Sheerness fachgerecht repariert zu werden. Als der Kreuzer Skagen passierte, fiel das Ruder aus, und das Schiff musste die verbleibenden 800 km zur Werft mit ihren Maschinen steuern. Wieder instand gesetzt, kam die Curacoa im August 1919 zur Reserveflotte.

#### Zwischenkriegszeit
Im November 1920 kam der Kreuzer wieder zur Atlantikflotte, wo er bis 1928 verblieb, zeitweise auch als Flaggschiff der 2nd Light Cruiser Squadron. Allerdings wurde der Kreuzer im September 1922 zur Mediterranean Fleet während der Chanak-Krise abgeordnet und traf am 23. September in Smyrna ein. Ihre Besatzung half bei der Aufnahme von Flüchtlingen nach der Zerstörung der griechischen und armenischen Viertel der Stadt. Die Curacoa blieb bis zum Februar 1923 im Mittelmeer.
Am 4. September 1929 wurde der Kreuzer der Mediterranean Fleet als Flaggschiff der 3rd Cruiser Squadron zugeteilt, deren Befehlshaber inzwischen ihr erster Kommandant, Barry Domvile, war. Die Curacoa blieb bis 1932 im Mittelmeer. In Portsmouth stationiert, wurde sie dann ab dem 18. Dezember 1933 bis 1939 als Artillerie-Schulschiff eingesetzt. 1935 spielte die Curacoa einen fiktiven deutschen Schlachtkreuzer bei der Verfilmung des Forester-Romans Brown on Resolution.

#### Zweiter Weltkrieg
Der im Juli 1939 in Chatham begonnene Umbau der Curacoa zu einem Flakkreuzer konnte bis zum 24. Januar 1940 abgeschlossen werden. Das Schiff wurde der Home Fleet zugeteilt und sicherte ab dem 17. April 1940 den Transport britischer Truppen nach Norwegen zur Abwehr des deutschen Angriffs und hatte dabei selbst Landungstruppen an Bord. Der für die Landung der bei der Operation Sickle einzusetzenden Truppen vorgesehene Hafen von Åndalsnes erwies sich als ungeeignet für mehrere größere Schiffe. Daher landeten die Curacoa und der Leichte Kreuzer Arethusa ihre eingeschifften Truppen in Molde, um vor Tageslicht die Küstengewässer wieder zu verlassen. Die nach Scapa Flow zurückgekehrte Curacoa wurde gleich wieder nach Åndalsnes geschickt, um den dortigen Brückenkopf gegen deutsche Luftangriffe zu sichern. Der am 22. April wiedereingetroffene Kreuzer wurde mehrfach aus der Luft angegriffen und erhielt am Abend des 24. einen Bombentreffer im Vorschiff vor der Brücke. 45 Mann an Bord der Curacoa verloren bei den Luftangriffen das Leben. Die erheblichen Schäden zwangen den Kreuzer zum Rückmarsch nach Großbritannien, zumal er schon zuvor den weitgehenden Verbrauch seiner 102-mm-Munition gemeldet hatte. Den Rückmarsch des schwer beschädigten Kreuzers sicherte die Sloop Flamingo.
Nach der Beseitigung der Schäden im Chatham Dockyard bis August 1940 wurde die Curacoa erst in der Nore und dann in Rosyth stationiert und sicherte Küstenkonvois. Im Dezember wurde auf dem Kreuzer ein Raketenwerfer vom Typ UP, der eine Barriere aus Luftminen in den Weg angreifender Flugzeuge werfen sollte, installiert. Im August 1941 sicherte der Kreuzer mit den Zerstörern Lively und Lightning die Rückkehr des vor Norwegen beschädigten frei-französischen U-Boots Rubis nach Dundee.
Im September 1941 wurde der weitgehend nutzlose Raketenwerfer wieder entfernt und zwei weitere einzelne „pompom“ installiert sowie die Radaranlage modernisiert und ergänzt. Das Einsatzgebiet der Curacoa waren weiter die Gewässer um die britischen Inseln. Am 29. Juni 1942 bildete die Curacoa mit dem gerade in Dienst gekommenen Kreuzer Sirius und fünf ex-amerikanischen Zerstörern der Town-Klasse die Sicherung eines Ablenkungskonvois aus den Hilfsminenlegern Agamemmon, Menestheus und Southern Prince, der als Köder dienen sollte, um die Deutschen vom Nordmeergeleitzug PQ 17 abzulenken. Der Verband wurde jedoch nicht entdeckt. Durch ihre Funkaufklärung unterstützt, warteten die Deutschen auf den echten Konvoi und vernichteten ihn weitgehend.
Im September 1942 erfolgte eine erneute Überholung der Curacoa, bei der sie mit fünf zusätzlichen 20-mm-Oerlikon-Kanonen ausgerüstet wurde und ein weiteres Radargerät erhielt. Nach dieser Überholung verdrängte der Kreuzer 5403 ts und hatte einen festen Ballast von 200 t.

### Das Ende derCuracoa
Am 1. Oktober 1942 lief die Curacoa mit dem Zerstörer Bulldog aus, um mit dem polnischen Zerstörer Błyskawica, der Skate sowie den Geleitzerstörern Bramham und Cowdray den mit US-amerikanischen Truppen beladenen Schnelldampfer Queen Mary auf der letzten Etappe ihrer Atlantikfahrt durch den Nordkanal zum Clyde zu sichern. Am Morgen des 2. Oktober traf der Sicherungsverband nördlich von Irland auf den Schnelldampfer, der etwa 10.000 Soldaten der amerikanischen 29th Infantry Division an Bord hatte. Der Schnelldampfer lief wegen der bestehenden U-Boot-Gefahr einen „Zickzackkurs“ mit einer Geschwindigkeit von 28,5 kn, so dass er mit etwa 26,5 kn vorankam.
Der alte Kreuzer versuchte, mit der ihm möglichen Höchstgeschwindigkeit von 25 kn vor dem Schnelldampfer zu bleiben.
Beide Kommandanten hatten wohl unterschiedliche Vorstellungen von den Ausweichregelungen auf See. Captain Boutwood von der Curacoa blieb auf dem Hauptkurs des Schnelldampfers, um dem Schnelldampfer möglichst lange Schutz gegen Angriffe aus der Luft geben zu können, Commodore Illingworth von der Queen Mary hielt seinen Zickzackkurs bei und erwartete, dass der Kreuzer ihm ausweichen würde.
Gegen 13:30 Uhr wurde es auf der Brücke der Queen Mary deutlich, dass man mit der kommenden Kursänderung dem Kreuzer zu nah kommen würde. Der Wachoffizier wollte daher die anstehende Wende verändern, was Illingworth unterbunden haben soll. Als der Schnelldampfer gegen 14:00 Uhr die nächste Kursänderung einleitete, war er kurz hinter der Curacoa. Boutwood erkannte die Gefahr, aber alle Manöver kamen jetzt zu spät. Die Queen Mary traf die Curacoa mit voller Fahrt mittschiffs und zerschnitt den Kreuzer trotz seiner Panzerung in zwei Teile. Der hintere Teil sank fast sofort, aber auch der vordere Teil schwamm nur wenige Minuten. Die Queen Mary setzte trotz des beschädigten Bugs ihre Fahrt fort, da sie den Befehl hatte, wegen der bestehenden U-Boot-Gefahr nicht zu stoppen. Über Funk meldete sie die Kollision und informierte die Zerstörer des Sicherungsverbandes. Später wurden Bramham und Skate zurückgeschickt, um nach Überlebenden zu suchen. Es gelang ihnen noch, 101 Überlebende, darunter den Kommandanten, zu retten. Beim Verlust der Curacoa starben 337 Besatzungsmitglieder.

### Nachspiel
Beteiligte und Zeugen wurden nach der Katastrophe zur Verschwiegenheit verpflichtet. Der Verlust der Curacoa und seine Umstände wurden erst nach dem Kriegsende öffentlich gemacht.
Allerdings brachte die Admiralität schon im September 1943 eine Klage gegen die Eigner der Queen Mary, die Cunard White Star Line, ein, die Januar 1947 abgewiesen wurde, weil die Schuld am Unfall allein bei den Offizieren der Curacoa gesehen wurde. Eingelegte Rechtsmittel führten zur Entscheidung, dass zwei Drittel der Schuld auf Seiten der Admiralität und ein Drittel auf Seiten der Schiffsführung des Schnelldampfers zu sehen sei. Das danach noch zum House of Lords eingelegte Rechtsmittel war erfolglos, die Entscheidung des High Court zur Schuldteilung wurde unverändert rechtskräftig.